# Gà so Hải Nam
Gà so Hải Nam (Arborophila ardens) là một loài gà so, thuộc họ Trĩ (Phasianidae). Đây là loài đặc hữu của đảo Hải Nam, Trung Quốc. Môi trường sống tự nhiên của nó là rừng thường xanh. Nó bị đe dọa bởi sự mất môi trường sống và do vậy được IUCN xếp loại là loài dễ thương tổn.

## Phân loại
Gà so Hải Nam được Frederick William Styan mô tả năm 1892. Hiện Không có phân loài nào được ghi nhận.

## Mô tả
Gà so Hải Nam dài 26–28 cm (10–11 in). Chim trống nặng chừng 300 g (11 oz), còn chim mái thì chừng 237 g (8,4 oz). Mặt chim chủ yếu phủ lông đen với vạt trắng cạnh mắt và sọc trắng kéo dài từ mỏ. Đỉnh đầu và gáy màu nâu sậm có vệt đen. Lông dưới màu xám nhưng lông giữa ức thì hơi ngả màu da bò. Cánh màu nâu-xám. Mỏ đen, mắt nâu, cẳng chân màu vàng-nâu.

## Môi trường sống
Đây là loài đặc hữu của Hải Nam, dù có những báo cáo (chưa xác minh) về sự có mặt của nó ở Quảng Tây. Nó thường sống trong rừng thường xanh lá rộng hay lá kim-lá rộng hỗn giao, ở độ cao 600–1.600 m (2.000–5.200 ft). Chúng cũng có mặt trong rừng trồng.

## Hành vi
Chưa có mấy thông tin về hành vi và thói quen của loài gà so này, song có thể đoán rằng nó cư xử giống những loài cùng chi. Người ta đã quan sát thấy chúng đi lẻ, thành cặp hay thành bầy. Chúng ăn ốc, hạt cây. Tiếng kêu của nó nghe như ju-gu ju-gu ju-gu.

## Tình trạng
Ước tính số chim trưởng thành là 2600–3500 con, nhưng có thể nhiều hơn do một số quần thể đã được phát hiện trong từ năm 2002. Số lượng gà so Hải Nam từng sụt nhanh chóng do mất môi trường sống. Sự sụt giảm này đã chậm lại nhờ sự bảo vệ rừng trong những năm gần đây. Thay đổi khí hậu cũng là một mối đe dọa với chúng. Do phạm vi phân bố hẹp và số lượng giảm, IUCN coi nó là một loài dễ thương tổn. Tại Trung Quốc, gà so Hải Nam là loài được bảo vệ. Trong 660 km2 (250 dặm vuông Anh) một trường sống thích hợp với chúng, 410 km2 (160 dặm vuông Anh) nằm trong các khu bảo tồn như khu bảo tồn thiên nhiên quốc gia Hải Nam Bá Vương Lĩnh.